# Петър Шишков (Пирот)
Петър Шишков е възрожденски български свещеник и общественик.

## Биография
Роден в град Пирот в историко-географската област Поморавие в средата на 19 век в границите на тогавашната Османска империя. Учи в местното килийно училище и научава гръцки при митрополит Антим Нишавски. Работи като шивач, но изоставя занаята, след като получава религиозно образование през 1867 г. По-късно служи като иконом в тамошната Нишавска епархия на Българската екзархия. Шишков се нарежда между най-близките сподвижници на пиротските екзархийски владици Партений Нишавски и Евстатий Пелагонийски и остава местен църковен деятел до разтурването на екзархийската организация в Пирот, а до 1884 г. служи като архиерейски наместник в Цариброд.

### Въздигане на Цариброд
Шишков играе роля в събитията в Пирот и Цариброд по време Руско-турската война от 1877 – 1878 г. и след нея. Пирот заедно с околностите му са предадени на Княжество Сърбия по силата на Берлинския договор от 1878 г. Това решение става причина за изселническа вълна от пиротчани към току-що възстановената българска държава. Близо до Пирот, останал в Сърбия, се намира Цариброд, който се превръща в избор за нов дом на част от пиротските бежанци. След като е интерниран в Ниш и Крушевац заедно с екзархийския митрополит Евстатий Пелагонийски, Шишков заминава за България, като заживява в Цариброд след 1877 г. Именно по негово предложение мнозина пиротчани също се установяват в градчето, с което се отваря нова страница от историята на неговото стопанско и културно въздигане.
Свещеникът е сред инициаторите закритата Белоградчишка смесена семинария да отвори врати вече преместена в Цариброд през 1880 г. Три години по-късно там вече функционира държавно трикласно училище. Според съвременици случка с дефилиране на ученици от това училище през Пирот остава дълбоко впечатление у жителите на града, което засилва настроенията още пиротчани да последват примера на вече преселените си съграждани в Цариброд. Шишков има заслуги за построяването на пансиона, новата църква и сградата на прогимназията в градчето. Междувременно притокът на занаятчии и търговци от Пирот, и напредъкът на образователното дело и градоустройството, помагат на Цариброд да се разраства до околийски център.
Сръбско-българската война от 1885 г. предизвиква поредна преселническа вълна от пиротчани към градчето. Населението му се увеличава до 4364 жители през 1910 г. Така пиротските преселници се оказват ключов демографски и стопански фактор за бързото развитие на Цариброд от селце до град с търговски улици, митница, училища, храмове и културно-обществен живот.
След като със свои съмишленици поставя успешно основите за съвременното развитие на градчето, иконом Петър Шишков почива в Цариброд през 1912 г.